# Association of Learned and Professional Society Publishers
L'Association of Learned and Professional Society Publishers (ALPSP) è un'associazione internazionale senza scopo di lucro fondata nel 1972., che raccoglie gli editori accademici e commerciali delle società di apprendimento e professionali di 30 Paesi. Con i suoi 300 membri, è la più numerosa associazione di questo tipo esistente al mondo.

## Attività
Gli ALPSP Awards premiano ogni anno ALPSP. I nominativi dei vincitori vengono annunciati in occasione del convegno annuale dell'ALPSP, un evento di tre giorni che vede la partecipazione di alcune centinaia di persone provenienti da tutto il mondo.

Inoltre, vengono organizzati seminari di formazione, webinar e altri eventi in occasione delle fiere del libro di Francoforte e di Londra.
In collaborazione con Society for Scholarly Publishing, l'ALPSP pubblica ogni tre mesi Learned Publishing, una rivista di editoria digitale e accademica, edita  dalla John Wiley & Sons e disponibile gratuitamente per gli iscritti delle due associazioni..